# Lacus Odii

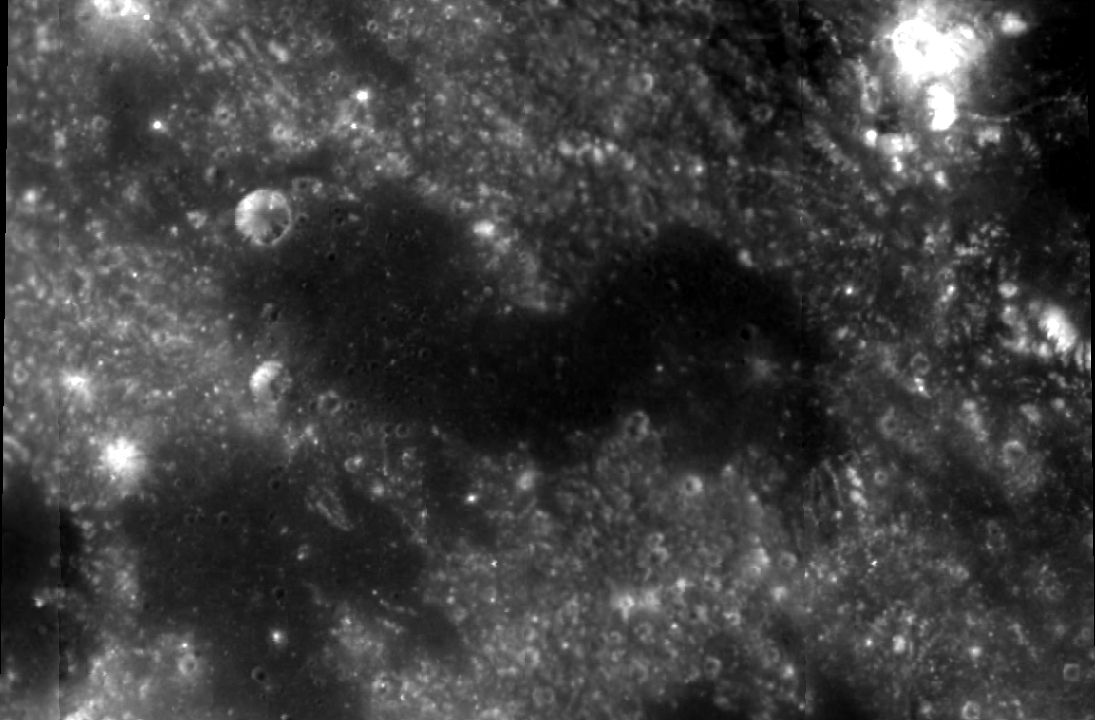
Lacus Odii, aufgenommen 1994 durch die Raumsonde Clementine. Links unten ein Teil von Lacus Felicitatis.

Der Lacus Odii – lateinisch für See des Hasses – ist ein erstarrter Lavasee auf dem Erdmond, der von der Entstehung her den größeren Maria gleicht. Er hat einen Durchmesser von 70 km und liegt bei den selenografischen Koordinaten 19° Nord und 7° Ost. Der Name wurde 1976 von der Internationalen Astronomischen Union auf ihrer 16. Generalversammlung genehmigt.